# Real Life (álbum de Evermore)
Real Life es el segundo álbum de estudio de la banda neozelandesa Evermore, publicado el 8 de julio de 2006 y lanzado por el sello discográfico Warner Music. El álbum debutó en las listas de ARIA en el número cinco y en las listas de RIANZ en el número dos. Además, alcanzó la certificación de doble platino en Australia, y cuatro singles fueron lanzados del álbum: Running, Light Surrounding You, Unbreakable y Never Let You Go.

## Producción
Evermore escribió y grabó demos para el álbum en su estudio casero de la Costa Central de Nueva Gales del Sur, Australia. Esta vez, los tres hermanos han participado en la composición de canciones con todos los que trabajan en sus canciones de forma individual antes de reunirlos para el pulido final. La banda escribió muchas canciones con Dann, escribiendo un total de más de cien canciones.
Después de dos meses, la banda viajó a Easton, Maryland en los Estados Unidos, donde se reunió con el ingeniero John Alagía, con el cual la banda trabajó en Dreams. La banda escogió trabajar con John Alagía porque sabía que iba a dejar que sigan adelante con el trabajo. "Para ser honesto, hemos hecho casi todo de la misma manera sin él", dice Jon Hume. "Básicamente trabajamos con él porque teníamos que - la compañía de discos no nos permite hacerlo todo nosotros mismos."
Después de un trabajo de preproducción, la banda se dirigió a Massachusetts, donde se mantienen fieles a sus raíces rurales en Longview, el estudio de grabación más antiguo todavía en funcionamiento en los Estados Unidos, y donde han grabado artistas como Jimi Hendrix, The Rolling Stones y Aerosmith. 
El álbum fue grabado en los estudios de grabación del pueblo en Los Ángeles y fue remezclado por el ganador del Premio Grammy, el ingeniero Tom Lord-Alge en Miami.

## Recepción
El revisor del periódico The Age, Michael Dwyer, describe a Real Life como "Una montaña rusa de los gestos intensos y sentimientos huecos", criticando el álbum como un "drama sobreexcitado" y por la falta de moderación.
Bernard Zuel del Sydney Morning Herald dijo que el álbum muestra falta de la ambición, y dijo que eso no era lo más decepcionante, pero que "sospecha que esto es exactamente lo que intentaba sonar". Se quejó de la falta de emoción en el álbum, en comparación con Dreams.

## Lista de canciones
| Real Life |                                                            |          |  |
| N.º       | Título                                                     | Duración |  |
| 1.        | «Real Life»                                                | 4:36     |  |
| 2.        | «Running»                                                  | 4:23     |  |
| 3.        | «Light Surrounding You»                                    | 3:50     |  |
| 4.        | «Unbreakable»                                              | 3:28     |  |
| 5.        | «Morning Star»                                             | 3:15     |  |
| 6.        | «Never Let You Go»                                         | 4:16     |  |
| 7.        | «My Guiding Light»                                         | 4:07     |  |
| 8.        | «Afloat»                                                   | 5:28     |  |
| 9.        | «The Great Unknown»                                        | 4:29     |  |
| 10.       | «The Only One I See»                                       | 5:01     |  |
| 11.       | «Inside of Me»                                             | 4:30     |  |
| 12.       | «Goodnight Is Not the End»                                 | 2:32     |  |
| 13.       | «If I Could» (Bonus Track; Australia iTunes)               | 4:26     |  |
| 14.       | «The Great Unknown» (Video; Bonus Track; Australia iTunes) | 4:23     |  |

## Posición en las listas
Álbum
| Año  | Lista                   | Posición |
| ---- | ----------------------- | -------- |
| 2006 | Australian ARIA chart   | 5        |
| 2006 | New Zealand RIANZ chart | 2        |

Sencillos
| Año  | Título                  | Posición | Posición |
| Año  | Título                  | AUS      | NZ       |
| ---- | ----------------------- | -------- | -------- |
| 2006 | "Running"               | 5        | 4        |
| 2006 | "Light Surrounding You" | 1        | 15       |
| 2007 | "Unbreakable"           | 63       | 28       |
| 2007 | "Never Let You Go"      | 29       | 39       |

## Lanzamiento
| Región    | Fecha              | Sello        | Formato              | Catálogo   |
| --------- | ------------------ | ------------ | -------------------- | ---------- |
| Australia | 8 de julio de 2006 | Warner Music | CD, Descarga digital | 5101142122 |

## Personal
- Jon Hume - voz, guitarra
- Peter Hume - voz, teclados, bajo
- Dann Hume - voz, batería